# 大森信和
大森 信和（おおもり のぶかず、1951年9月3日 - 2004年7月5日）は日本のギタリスト、音楽プロデューサー、音楽専門学校講師。熊本県人吉市出身。

## 来歴
- 1951年9月3日、熊本県人吉市に生まれる。中学高校時代、ビートルズのシングル・レコードは、すべて発売日に購入。
- 1970年、福岡大学薬学部進学のため、福岡に転居。照和などで音楽活動開始。
- 1973年9月、甲斐よしひろ・長岡和弘と共に甲斐よしひろバンドを発足させる。翌1974年5月には松藤英男を迎え、甲斐バンドが結成される。
- 1978年12月発売の「HERO」は大ヒットとなるが、その翌年、長岡和弘が体調不良のため甲斐バンドを脱退し、暫く三人の活動となる。
- 1986年、長年のステージ活動の果ての難聴を理由に、甲斐バンド脱退を表明。田中一郎は泣いて大森を引き止めようとしたとも言われるが、甲斐よしひろは甲斐バンド自体の解散を決定する。甲斐バンド活動終了後はレコード会社・ファンハウスのディレクター（鈴木雄大等を担当）を皮切りに、音楽プロデューサーとして活動。この時期、BEGINなどを手掛ける。
- 1994年、所属をメーカーからプロダクションに移し、フリーランスに近い活動となる。この時期、THE BOOM・SAYOKO・小野リサ等、海外（特にジャマイカやブラジルなど）の、いわゆるロックとはひと味違うシーンでの活動が続く。年末、体調を崩すが奇跡的に回復。
- 1995年、田中一郎のKIT16結成に参加。
- 1996年、解散から10年目の甲斐バンド期間限定復活に参加。この時期以降、万全とは言えない体調の中、音楽活動とともに新人の育成を中心に活動。また、音楽の専門学校の講師としてロックのアンサンブルの授業を担当。
- 1999年 - 2001年、甲斐バンド再結成に参加。
- 2002年、初のソロアルバム『Peace & Freedom』を発表。
- 2004年7月5日に心臓疾患で52歳で急逝。数々の作品を残した。

## PROFILE
- 身長:171cm
- 体重:61kg
- 血液:O
- 趣味:黄昏時を歩く事
- 職業:ギター・コーラス

<シングル・バス通りより>

## エピソード
甲斐バンド中最年長であり、意思決定のそれなりに大きい要素だった。甲斐よしひろはいつも「大森さん」とさん付けで呼んでいた。甲斐バンド時代、甲斐よしひろら他のメンバーが外出先で第三者と喧嘩をすると、よく仲裁に入っていた。愛用のギター、ギブソン・レスポールから奏でられる独特のチョーキングは「泣きのギター」として、甲斐バンド独自のサウンドの中核を担っていた。甲斐バンド時代、唯一リード・ヴォーカルをとった作品が「アップル・パイ」であり、アルバム「らいむらいと」に収録されている。